# Qingnian, Chongqing
Qingnian (kinesiska: 青年) är en köping i sydvästra Kina. Den ligger i stadsdistriktet Qijiang i storstadsområdet Chongqing, omkring 81 kilometer söder om det centrala stadsdistriktet Yuzhong. Antalet invånare är 22162. Befolkningen består av 10 990 kvinnor och 11 172 män. Barn under 15 år utgör 16,0 %, vuxna 15-64 år 71 %, och äldre över 65 år 11,0 %.